# Joe Hin Tjio
Joe Hin Tjio (2 novembre 1919 - 27 novembre 2001) est un cytogénéticien américain d'origine indonésienne. Il est connu comme la première personne à reconnaître le nombre normal de chromosomes humains le 22 décembre 1955 à l'Institut de génétique de l'université de Lund en Suède, où Tjio est un scientifique invité.

## Biographie
Tjio (dont le nom se prononce CHEE-oh) est né de parents indonésiens d'origine chinoise à Pekalongan, Java, alors partie des Indes néerlandaises et plus tard connue sous le nom d'Indonésie. Son père est photographe. Tjio fait ses études dans les écoles coloniales néerlandaises, suit une formation en agronomie à l'université et fait des recherches sur l'amélioration de la pomme de terre. Il est emprisonné pendant 3 ans et torturé par les Japonais dans un camp de concentration pendant la Seconde Guerre mondiale.
Après la fin de la guerre, Tjio se rend aux Pays-Bas, dont le gouvernement lui accorde une bourse pour étudier en Europe. Il travaille dans la sélection végétale au Danemark, en Espagne et en Suède. De 1948 à 1959, il fait des recherches sur les chromosomes végétaux à Saragosse en Espagne et passe ses étés en Suède à travailler avec le professeur Albert Levan à Lund.
En 1955, Tjio fait sa découverte du nombre correct de chromosomes humains (46 chromosomes, au lieu de 48 comme compté en 1921 par Theophilus Painter) et les résultats sont publiés (avec Levan comme co-auteur) dans la revue scandinave Hereditas le 26 janvier 1956.
En 1958, Tjio part aux États-Unis et en 1959, il rejoint les National Institutes of Health à Bethesda, Maryland. Il obtient son doctorat en biophysique et cytogénétique de l'université du Colorado. Il passe le reste de sa carrière au NIH dans la recherche sur les chromosomes humains. Il est nommé scientifique émérite en 1992, mais garde un laboratoire pendant les cinq années suivantes. En 1997, il prend sa retraite à Gaithersburg, Maryland.